# Hanstorpabergets naturreservat
Hanstorpabergets naturreservat är ett naturreservat i Örebro kommun i Örebro län.
Området är naturskyddat sedan 2024 och är 40 hektar stort. Reservatet ligger  norr om naturreservatet Ullavi klint nordväst om Örebro och består av kalkbarrskog.